# Helmut Nentwig
Helmut Nentwig (né le 21 janvier 1916 à Breslau, mort le 29 décembre 2007 dans le Bade-Wurtemberg) est un chef décorateur allemand.

## Biographie
Après une formation de peintre à l'école des beaux-arts de Breslau, il travaille pour l'opéra. Avant d'être enrôlé dans le service du travail, Nentwig étudie à l'université des arts appliqués de Berlin. À la fin de la guerre, en 1945, il s'enfuit à Flensbourg, où il travaille d'abord comme portraitiste, mais il conçoit aussi des couvertures de livres pour les éditeurs et donne des leçons de dessin. Il suit des cours à l'université des arts appliqués de Hambourg. Il est engagé de 1948 à 1952 en tant que peintre de théâtre au Deutsches Schauspielhaus puis est indépendant.
Il commence sa carrière au cinéma en 1954 à côté de Karl Weber. Dans les années 1960, il collabore souvent avec Paul Markwitz.
Après avoir quitté le cinéma en 1964, il s'installe à Baden-Baden et devient chef décorateur pour la Südwestfunk. À ce titre, Nentwig conçoit les designs pour des productions télévisuelles, dont la série Salto Mortale. Il termine sa carrière en 1978 après avoir fait les bâtiments pour d'autres séries SWF, comme Eurogang et MS Franziska.

## Filmographie
Cinéma
- 1955 : Die Försterbuben
- 1955 : Du darfst nicht länger schweigen
- 1955 : Bonjour Kathrin
- 1956 : La Reine du music-hall
- 1957 : Es wird alles wieder gut
- 1957 : Madeleine et le légionnaire
- 1958 : Der Czardas-König
- 1958 : Avouez, Docteur Corda
- 1958 : Le Tigre du Bengale
- 1958 : Le Tombeau hindou
- 1958 : Hier bin ich – hier bleib ich
- 1959 : Und das am Montagmorgen
- 1959 : La Paloma
- 1959 : Du bist wunderbar
- 1960 : Les Mystères d'Angkor
- 1960 : Scheidungsgrund: Liebe
- 1960 : O sole mio (de)
- 1960 : Weit ist der Weg
- 1961 : Trop jeune pour l'amour
- 1961 : L'Étrange comtesse
- 1962 : La Porte aux sept serrures
- 1962 : Ich bin auch nur eine Frau
- 1964 : Fanny Hill